# チャーリー・ローズ
チャーリー・ローズ（Charlie Rawes）はイギリス出身のアクション俳優。身長は188cm、体重は114kg。
主にアクション映画を中心に出演しており、『ギャングスターVSゾンビ』（2012年）でデビュー。『キング・アーサー』（2017年）、『スキップ・トレース』（2017年）、『ジュラシック・ワールド/炎の王国』（2018年）などに出演。